# Bent Christensen (fodboldtræner)
 Der er flere personer med dette navn, se Bent Christensen.
Bent Christensen (født 2. februar 1963) er en tidligere dansk fodboldspiller og forhenværende cheftræner for Lyngby Boldklub.

## Spillerkarriere
Bent gjorde tidligt opmærksom på sit store talent på midtbanen. Han spillede på ynglingelandsholdet og siden U 21-landsholdet i begyndelsen af firserne sammen med andre unge og velkendte talenter som Michael Laudrup, Jan Mølby, Henrik Andersen, Jan Heintze og Kim Vilfort. Bent Christensen opnåede i sin karriere 4 landskampe med debut i 1988 mod Polen.
Bent startede med at spille fodbold i sin ungdom for Værløse Boldklub, hvor han spillede i årene 1970-1980. Bent spillede i sin seniorkarriere for Lyngby Boldklub fra 1981-1989. Bent var med på holdet, som i 1983 vandt "the double" for nordsjællænderne og yderligere to landspokaler i 1984 og 1985.
I 1989 tog Bent Christensen til Young Boys i Schweiz, og blev ved hjemkomsten i 1996 døbt "Alpe Bent". Bent spillede efter hjemkosten igen hos Lyngby Boldklub fra 1996-1998.

## Trænerkarriere
Bent Christensen blev første gang en del af trænerstaben i Lyngby i 90erne, da daværende cheftræner for Lyngby BK Benny Lennartsson hev Bent Christensen ind i trænerteamet. Siden da blev det til ITU-træner samt assistentroller for blandt andre Poul Hansen og Kasper Hjulmand. Bent Christensen stod ligeledes i spidsen for Lyngby, da De Kongeblå rykkede op fra 2. division til 1. division.
Bent har yderligere i sin trænerkarriere været cheftræner for både Brønshøj BK og B1903.
Han har været assistent for Morten Wieghorst på det danske U21-landshold.
Han har været assistenttræner for Morten Wieghorst i AGF
Bent Christensen er nu træner for 2.divisions klubben Odder IGF.

### Træneruddannelser
Bent Christensen har følgende uddannelser indenfor fodbolden:
DBU Prof 1 - 1993
DBU Prof 2 - 1997
UEFA B License - 2009
UEFA A-license - 2011

## Andet virke
I sin fritid spiller Bent Christensen stadig veteranfodbold i Lyngby, og af og til bliver det til kampe for oldboys- og veteranlandsholdet.